# Julien Samani
Julien Samani est réalisateur et plasticien français né à Paris.

## Biographie
Après avoir travaillé dans la photo publicitaire, Julien Samani intègre en 1995 l'École nationale supérieure des arts décoratifs et, en 1998, la Cooper Union School of Design de New York. 
Son premier film, La Peau trouée, obtient en 2004, le Grand Prix du jury aux Rencontres européennes du moyen métrage à Brive, ainsi que le Grand Prix du documentaire au festival Entrevues Belfort. Le Prix Jean-Vigo lui est décerné pour ce film en 2005. 
Il réalise ensuite plusieurs documentaires qui mettent en scène des hommes en milieu hostile, dont Sur la piste en 2006 où l'on suit trois adolescents au bas d'une tour de la cité des 4000 à La Courneuve, puis Les Hommes de la forêt 21 en 2008 qui montre un maître abatteur et son élève dans la forêt gabonaise. 
En 2012, Julien Samani se tourne vers la fiction avec Jeunesse, adaptation de la nouvelle éponyme publiée en 1898 de Joseph Conrad. Le film est sélectionné en compétition internationale au Festival de Locarno en 2016.

## Filmographie

### Réalisateur et scénariste

#### Documentaires
- 2004 : La Peau trouée
- 2006 : Sur la piste
- 2008 : Les Hommes de la forêt 21

#### Long métrage
- 2016 : Jeunesse

### Acteur
- 2004 : La Question humaine de Nicolas Klotz